# Schloss Wartegg

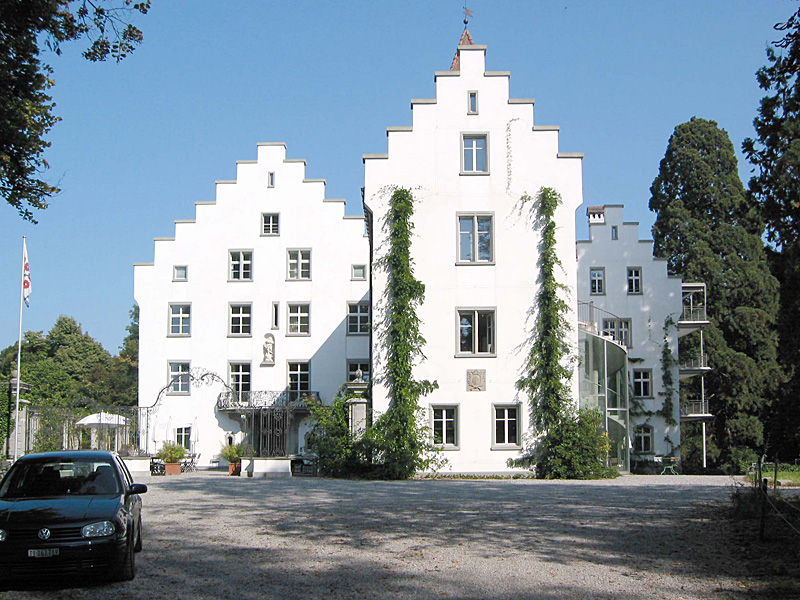
Westfassade mit Haupteingang

Das Schloss Wartegg ist ein Schloss aus dem 16. Jahrhundert in Rorschacherberg, im Schweizer Kanton St. Gallen. Es ist nicht zu verwechseln mit dem nahe gelegenen Schloss Wartensee.

## Geschichte

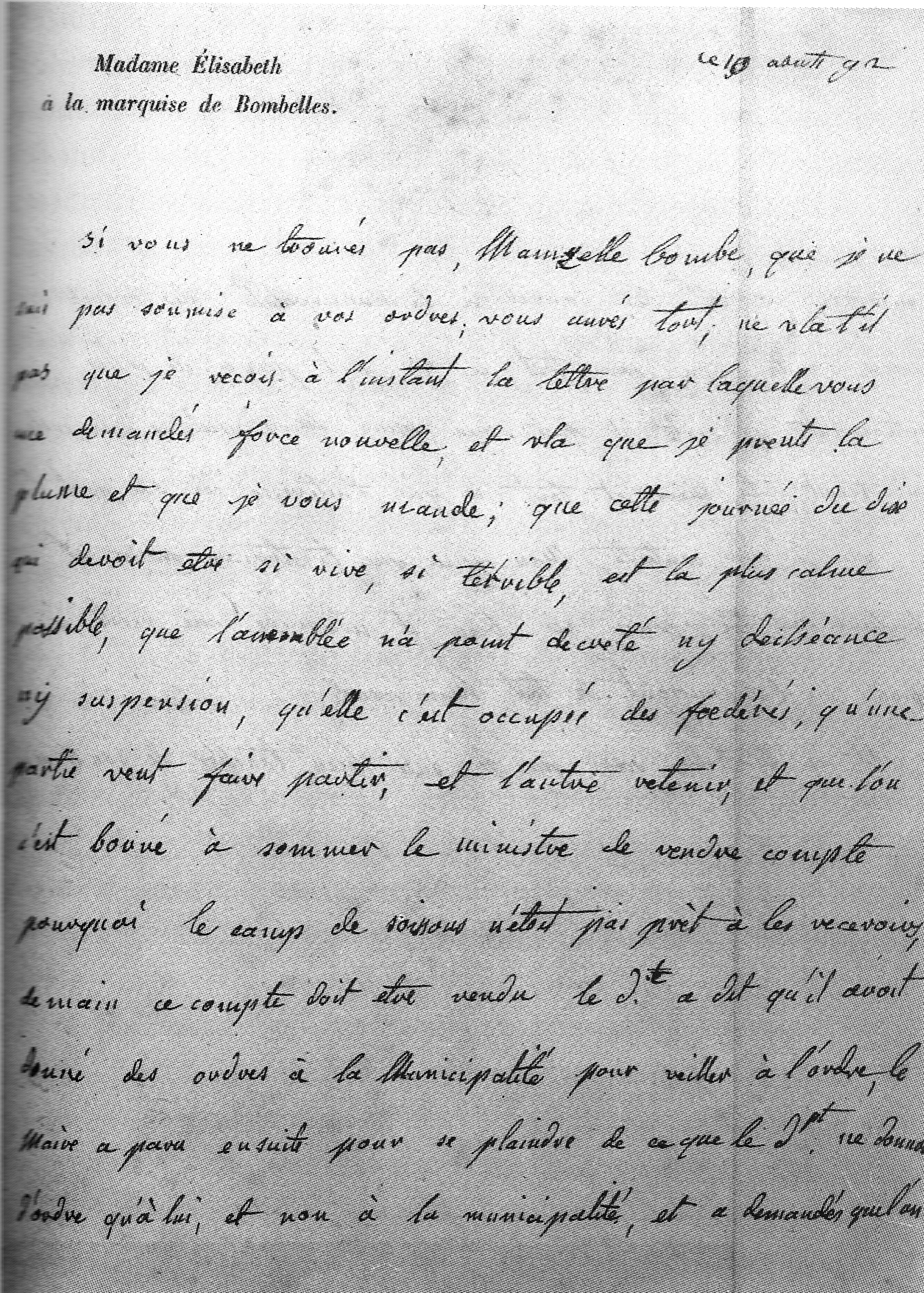
Elisabeth de France aus den Tuilerien an ihre Jugendfreundin auf Schloss Wartegg

Das Schloss Wartegg wurde um 1557/1558 durch die Familie Blarer von Wartensee erbaut. Das Schloss erhielt auch eine Kapelle, die jedoch später unter der Familie Rink von Baldenstein aufgehoben wurde. 1706 liess Fidel von Thurn mit seiner Frau südwestlich des Schlosses eine neue Kapelle erbauen (Kapelle Wilen Wartegg). Zur Zeit der französischen Revolution lebten Mitglieder der Adelsfamilie Bombelles auf dem Schloss. Madame Marie-Angélique de Bombelles (eine geborene von Mackau, 1762–1800), die Ehefrau von Marc Marie Marquis de Bombelles, korrespondierte von dort mit Madame Elisabeth de France, der Schwester König Ludwigs XVI. in den Tuilerien zu Paris. 
Monseigneur Antoine-Éléonor-Léon Le Clerc de Juigné brachte sich im August 1793 vor der französischen Revolution in Schloss Wartegg und in Konstanz in Sicherheit.
1822 verkaufte die Familie von Thurn das Schloss und die Liegenschaft, 1860 kaufte es Herzogin Louise, die Regentin von Parma, welche vom französischen König Ludwig XIV. abstammte. Ihre Enkelin, die Kaiserin Zita von Bourbon-Parma, lebte vom 24. März 1919 bis zum 20. Mai 1919 mit dem Gatten Karl und den gemeinsamen Kindern in Schloss Wartegg und sie verbrachten hier die ersten Wochen des Exils, nachdem sie Österreich verlassen mussten.
1924 verkaufte die Familie Bourbon-Parma das Schloss, und es folgte eine Phase mit unterschiedlichen Besitzern. 1929 wurden die Liegenschaft und das Schloss vom deutschen Industriellen Gustav Mez erworben. Er führte die letzten grösseren Umgestaltung durch. Ende der 1950er-Jahre musste auch Mez das Schloss und die Liegenschaft verkaufen. In den folgenden Jahrzehnte verfielen Schloss und Park und wurden nur mehr als Bauland-Reserve gesehen. 1994 wurde das Schloss Wartegg schliesslich von Christoph und Angelika Mijnssen gekauft und zu einem Ferien- und Seminarhotel umgebaut.

## Bilder

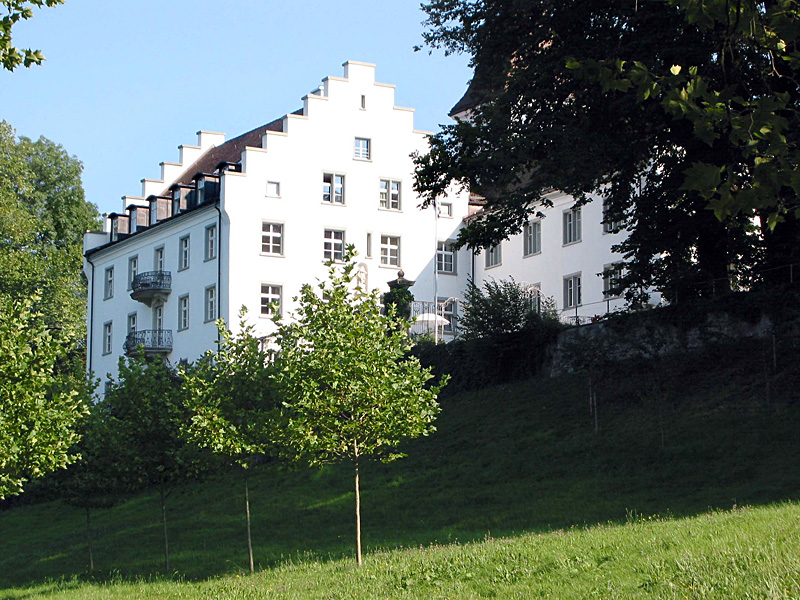
Blick von Nordwesten
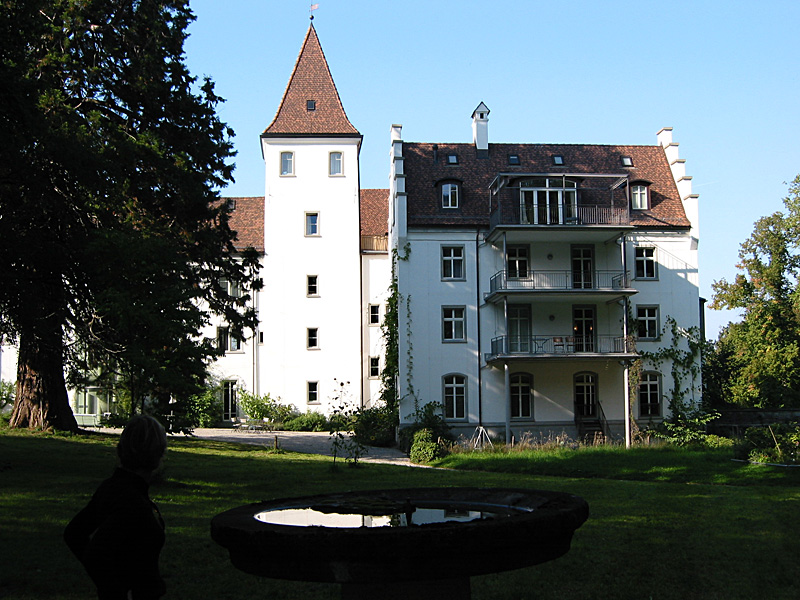
Blick von Süden
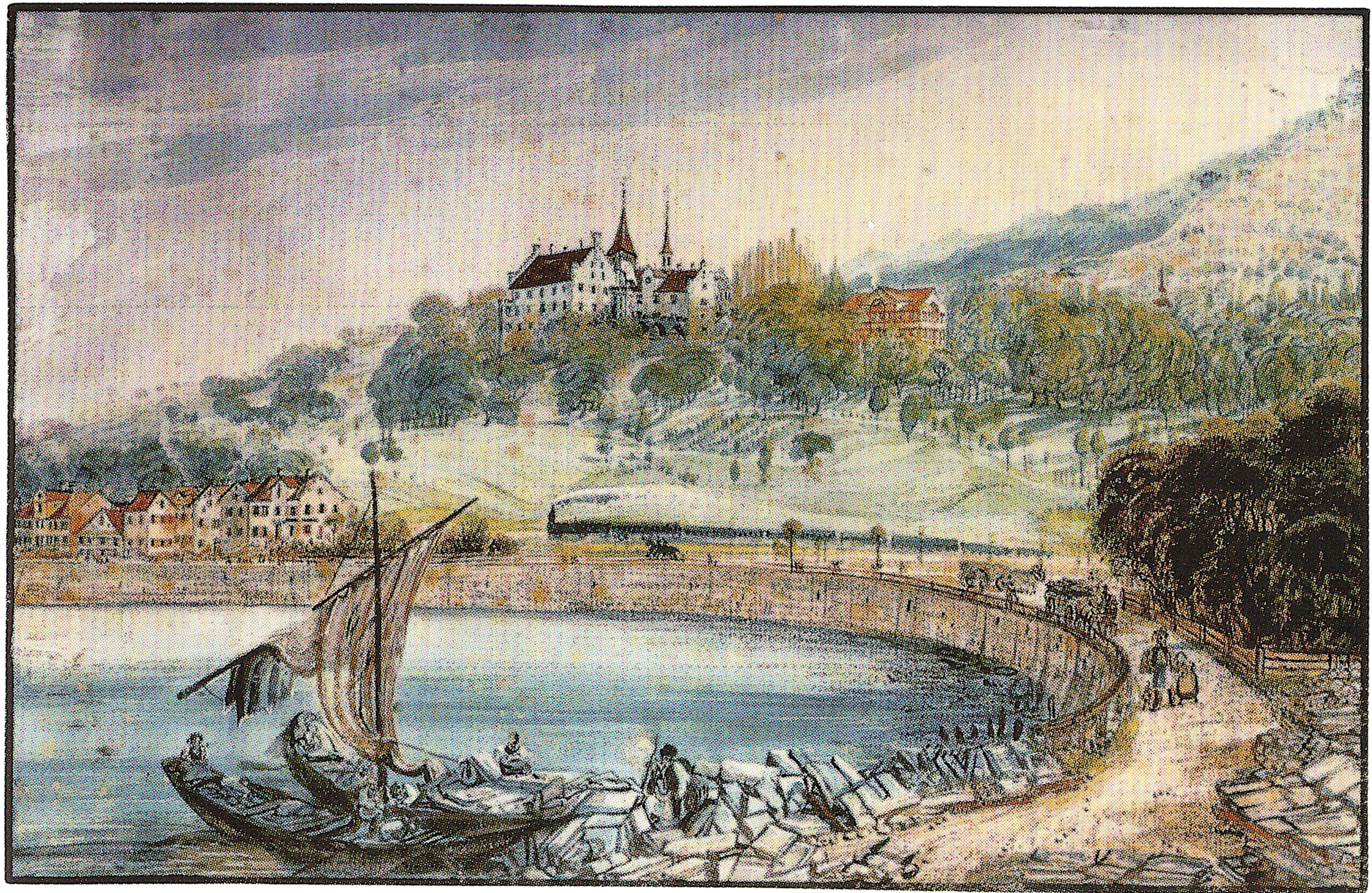
Gouache von 1870
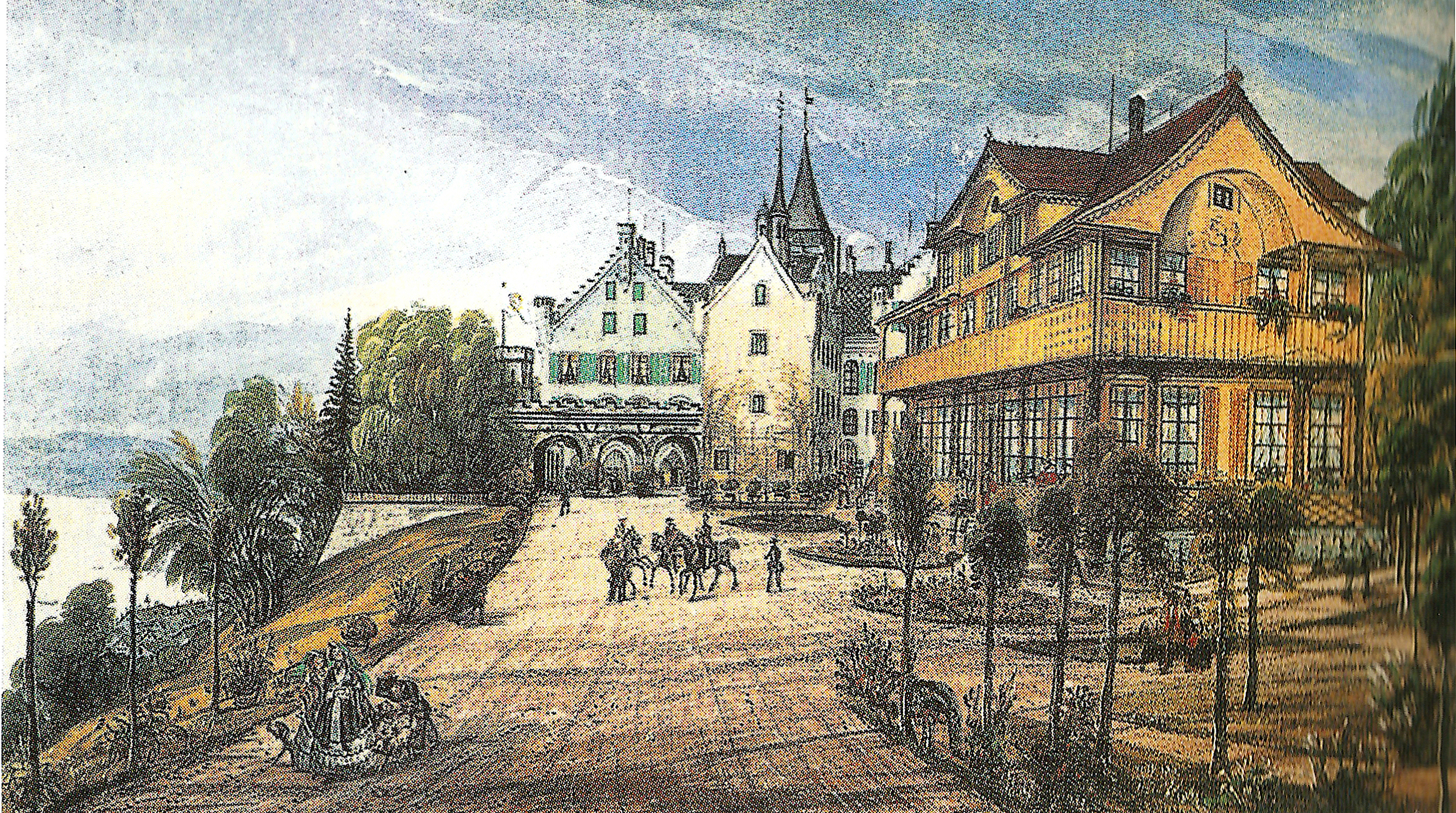
Gouache von 1854